# からくりの君
『からくりの君』（からくりのきみ）は、藤田和日郎の短編漫画作品。初出は『週刊少年サンデー』1994年47号で、短編集『夜の歌』に収録されている。執筆の動機について藤田は、忍者が好きだからとしており、また、この作品が『からくりサーカス』を描くきっかけになったと述べている。1999年にアニメ化されている（#OVAを参照）。

## 物語
時は乱世の戦国時代。とある地方の領主でありながら急速に力をつけた狩又貞義の実態を探るべく、派遣された忍者の一団があった。ところが、任務の途中でことが露見してしまい、狩又の誇る精鋭忍者部隊「死なずの忍」に追われる身となる。ほどなくして、巨大な行李を背負った風変わりな娘、文渡蘭菊が伝説の忍者、加当段蔵の隠れ家を尋ねた折、追手から唯一逃れおおせて一息付いていた下忍、睚弥三郎が「加当は死んだ」と告げる。その直後、またもや死なずの忍に襲われ、ついに絶体絶命の窮地に陥った弥三郎を凶刃から救ったのは、蘭菊の行李から伸び出た巨大な刀の切先。次いで現れたのは、これまた巨大な鎧武者、太郎丸だった。蘭菊は狩又に領地を奪われ殺された武将・文渡久重の娘で、父が作ったからくり人形が狩又に悪用されているのが許せず、父の遺品である操り人形を繰り狩又を狙っていた。しかし操り人形が強くとも、それを繰る蘭菊は無防備で、蘭菊自身が狙われれば仇討ちはできない。そこで蘭菊自身の護衛を頼みに加当を訪ねたのだった。弥三郎は加当に代わり蘭菊の護衛を引き受け、再び狩又の居城へ乗り込むことになる。

## 登場人物
※声の項はOVA版。

### 主要キャラクター
文渡 蘭菊（あやわたり らんぎく）
声：矢島晶子
狩又貞義によって滅ぼされた文渡家唯一の生き残り。普段はおっとりとしていて世間の常識に疎く、いかにも箱入りの姫という感じだが、人形を操る技術は逸品。父の遺品である操り人形4体をもって狩又貞義に仇討ちを果たさんとする一方、死の間際まで蘭菊よりも人形を心配した父への深い嫉妬に対して、仇討ちを名目に全ての人形を破壊しようと目論む。
睚 弥三郎（まなじり やさぶろう）
声：若本規夫
とある領主に雇われていた下忍で、長く垂れ下がった白い眉毛と白髪頭が特徴。その正体は、かつて幻術の達人として『鳶加当』『目くらましの加当』と謳われた伝説の忍者『加当段蔵』。あまりにも腕が立つため、どこの領主からも猜疑心を招いて雇われなくなり、仕方なく素性を隠して偽名を使い下忍働きをしていた。
狩又 貞義（かりまた さだよし）
声：中田浩二
文渡家を滅ぼし、秘法とされた文渡のからくり人形と技術を手に入れて急速に強大な軍事力を付けた戦国武将。文渡のからくり技術を用いて『死なずの忍』を作りだし、さらには自らも文渡久重の最高傑作とされた『生き人形』と一体化して人ならぬ力を得た。領地では圧政を敷き、ある目的のために数多くの子どもを強制連行している。OVA版では原作以上に一際キャラクターが立っている。
文渡 久重（あやわたり ひさしげ）
声：麦人
蘭菊の父。領地が天然の要害に囲まれている利点から、戦争よりも風雅を好んだ戦国武将。山国にあっても外国の時計や技術書を積極的に収集し、特にからくり人形に深い興味を示すようになってからは異常なまでの執念で研究に没頭するようになり、ついには己の最高傑作を生み出すための材料として愛娘、蘭菊の背中の生皮をはがすという凶行にまで至ることとなる。
死なずの忍び頭（しのびがしら）
声：青野武
狩又貞義に仕え、『死なずの忍』を従える忍者軍団の頭目。腕が立つ上に極めて執念深い性格で、自身の死をもいとわぬ蘭菊の計略に遭っても生き残るが、最後は睚弥三郎こと加当段蔵の幻術の前に敗れ去った。

### からくり人形
太郎丸（たろうまる）
鎧武者を模した操り人形。腰に下げた大太刀が主力武器。戦闘に即したからくり機構は見当たらないが、体内には強力な炸裂火薬が仕込まれており、蘭菊が特殊な操作を行うと起爆装置が作動する。
次郎丸（じろうまる）
忍者を模した操り人形。腰の後ろで交差させた2本の刀が主力武器。腰部分にからくり機構を持ち、上半身を高速回転させて刀の鞘で敵を叩き伏せる『虎乱』（こらん）という技を繰り出す。
弁慶丸（べんけいまる）
武蔵坊弁慶を模した操り人形。背中に弁慶の七つ道具を揃える。戦闘に参加することはなかったが、『一度閉じれば二度と開かない』とされる狩又のからくり城門を短時間ではあるものの食い止めた。
白拍子（しらびょうし）
白拍子を模したからくり人形。蘭菊の持つ4体の人形の中で唯一名前を持っていないため、外見から『白拍子』と仮称する。刃を仕込んだ扇を主力武器とし、最終決戦では意外な形で狩又貞義の撃破に一役買う事となる。
生き人形
文渡久重が生み出した最高傑作のからくり人形。上半身しか製造されておらず、内部構造もむき出しのままだが戦闘能力は抜きん出て高い。動力部の要点には愛娘、蘭菊の背中の生皮が用いられており、これが物語の鍵となっている。
死なずの忍
狩又貞義が生き人形を参考にして作り出した量産型生き人形。動力部分を破壊しない限り活動を停止することはなく、当然ながら動力部には子どもの生皮を使用しているため、狩又貞義の領内では頻繁に子ども狩りが行われている。

## OVA
同作品は週刊少年サンデー創刊40周年記念として、東京ムービーによりOVA作品として制作され、1999年にイベントや劇場で公開された。2000年3月にはVHSで発売された。DVDは海外でのみ販売されていたが、2009年7月に発売された書籍『藤田和日郎魂』の特典として日本国内でもDVD化された。

### スタッフ
- 原作：藤田和日郎
- 製作：加藤俊三
- 企画：植田文郎、斉春雄
- 監督・絵コンテ・キャラクターデザイン・作画監督：高谷浩利
- 脚本：宮下隼一
- からくりデザイン・作画監督：鈴木勤
- 美術監督：荒井和浩
- 色彩設計：西香代子
- 撮影監督：西山仁
- 音楽プロデューサー：佐々木史朗
- 音楽：和田薫
- 音響監督：小林克良
- 音響効果：倉橋静男
- 編集：岡田輝満
- アシスタントプロデューサー：横山敏
- プロデューサー：吉岡昌仁
- 制作：小学館、東宝、東京ムービー

## 書籍情報
- 『藤田和日郎短編集 夜の歌』小学館〈少年サンデーコミックス〉、1995年、ISBN 978-4091235619
収録作品：「からくりの君」「掌の歌」「連絡船奇譚」「メリーゴーランドへ!」「夜に散歩しないかね〈前編〉」「夜に散歩しないかね〈後編〉」
- 『藤田和日郎短編集① 夜の歌』小学館〈小学館文庫〉、2006年、ISBN 978-4091936516
収録作品：「からくりの君」「掌の歌」「連絡船奇譚」「メリーゴーランドへ!」「アキちゃんと森で」「夜に散歩しないかね〈前編〉」「夜に散歩しないかね〈後編〉」「巻末特別おまけ」「藤田和日郎エッセイ」